# Klen v Horní Oboře
Klen v Horní Oboře je památný strom solitérní javor klen (Acer pseudoplatanus), který roste v zaniklé obci Horní Obora, v jihovýchodní části luční enklávy, nad pravým břehem Oborského potoka, přibližně 200 m jihojihozápadně od dalšího památného stromu Modřínu v Horní Oboře, 1,7 km severoseverozápadně od zbytků vysoké pece v Šindelové v okrese Sokolov v Karlovarském kraji.
Jedná se o rozložitý dvojkmen s pravidelnou, vysoko nasazenou korunou, která vznikla druhotným srůstem dvou javorových kmenů (dvoják). Byl zřejmě vysazen před stavením jako rodový strom.
Obvod kmene měří 446 cm, koruna stromu dosahuje do výšky 19,5 m (měření 2004). Za památný byl strom vyhlášen v roce 2006 jako esteticky zajímavý strom, historicky důležitý strom, významný vzrůstem, jako krajinná dominanta a rodový strom. Je zároveň uveden na seznamu významných stromů Lesů České republiky.

## Stromy v okolí
- Jíva v Horní Oboře
- Modřín v Horní Oboře
- Modřínová alej u Šindelové
- Modříny u Favoritu
- Smrk u kříže za Favoritem
- Dvojitý smrk u Šindelové
- Modříny u Favoritu
- Smrk pod zámeckou skálou (zaniklý)
- Vysoký smrk pod Favoritem
- Buk u Krásné Lípy
- Jasan v bývalých Milířích
- Jindřichovický klen
- Martinské lípy v Jindřichovicích